# Coupe des villes de foires 1955-1958
Navigation
Édition suivante
La Coupe des villes de foires 1955-1958 est la toute première édition de la Coupe des villes de foires. Elle démarre quelques semaines après la Coupe des clubs champions européens, qui vient également d'être créée.
Cette première édition est réservée aux villes accueillant une foire internationale, et chaque équipe rassemble donc les meilleurs joueurs de chacune des douze villes participantes. Afin de ne pas perturber le calendrier des championnats nationaux, ni celui des foires, la compétition va s'étaler sur près de trois ans, ce qui en fait la plus longue compétition internationale de football de l'histoire.
C'est Barcelone XI (qui porte les couleurs de la ville et qui comprend l'équipe du FC Barcelone plus un joueur du RCD Espanyol) qui remporte la compétition en s'imposant en finale face à la sélection anglaise de Londres XI.

## Premier tour

### Groupe 1
| Rang | Équipe            | Pts | J | G | N | P | Bp | Bc | Diff |  | Résultats (▼ dom., ► ext.) |     |     |  |
| ---- | ----------------- | --- | - | - | - | - | -- | -- | ---- |  | -------------------------- | --- | --- |  |
| 1    | Barcelone XI      | 3   | 2 | 1 | 1 | 0 | 7  | 3  | +4   |  | Barcelone XI               |     | 6-2 |  |
| 2    | Copenhague XI     | 1   | 2 | 0 | 1 | 1 | 3  | 7  | -4   |  | Copenhague XI              | 1-1 |     |  |
| 3    | Vienne XI forfait | 0   | 0 | 0 | 0 | 0 | 0  | 0  | 0    |  | Vienne XI forfait          |     |     |  |

| 1re journée      | Barcelone XI                                                  | 6 – 2 | Copenhague XI            | Camp Nou, Barcelone           |                               |
| 25 décembre 1955 | Areta 8e, 10e · Tejada 40e, 80e · Villaverde 40e · Kubala 59e |       | Lundberg 65e (pen.), 75e | Arbitrage : Armando Marchetti | Arbitrage : Armando Marchetti |

| 2e journée    | Copenhague XI       | 1 – 1 | Barcelone XI   | Copenhague                      |                                 |
| 26 avril 1956 | Lundberg 61e (pen.) |       | Villaverde 85e | Arbitrage : John Erik Andersson | Arbitrage : John Erik Andersson |

### Groupe 2
| Rang | Équipe          | Pts | J | G | N | P | Bp | Bc | Diff |  | Résultats (▼ dom., ► ext.) |     |     |     |
| ---- | --------------- | --- | - | - | - | - | -- | -- | ---- |  | -------------------------- | --- | --- | --- |
| 1    | Birmingham City | 7   | 4 | 3 | 1 | 0 | 6  | 1  | +5   |  | Birmingham City            |     | 2-1 | 3-0 |
| 2    | Inter Milan     | 5   | 4 | 2 | 1 | 1 | 6  | 2  | +4   |  | Inter Milan                | 0-0 |     | 4-0 |
| 3    | Zagreb XI       | 0   | 4 | 0 | 0 | 4 | 0  | 9  | -9   |  | Zagreb XI                  | 0-1 | 0-1 |     |

| 1re journée | Inter Milan | 0 – 0 | Birmingham City | San Siro, Milan                   |                                   |
| 15 mai 1956 |             |       |                 | Arbitrage : Paul Raymond Wyssling | Arbitrage : Paul Raymond Wyssling |

| 2e journée  | Zagreb XI | 0 – 1 | Birmingham City | Zagreb                        |                               |
| 22 mai 1956 |           |       | Brown 8e        | Arbitrage : Friedrich Seipelt | Arbitrage : Friedrich Seipelt |

| 3e journée  | Zagreb XI | 0 – 1 | Inter Milan    | Zagreb                   |                          |
| 6 juin 1956 |           |       | Campagnoli 74e | Arbitrage : Ezio Damiani | Arbitrage : Ezio Damiani |

| 4e journée      | Birmingham City                    | 3 – 0 | Zagreb XI | St Andrew's, Birmingham           |                                   |
| 3 décembre 1956 | Orritt 3e · Brown 60e · Murphy 67e |       |           | Arbitrage : Paul Raymond Wyssling | Arbitrage : Paul Raymond Wyssling |

| 5e journée   | Inter Milan                         | 4 – 0 | Zagreb XI | San Siro, Milan         |                         |
| 19 mars 1957 | Skoglund 8e, 89e · Lorenzi 43e, 50e |       |           | Arbitrage : Josef Gulde | Arbitrage : Josef Gulde |

| 6e journée    | Birmingham City | 2 – 1 | Inter Milan | St Andrew's, Birmingham            |                                    |
| 17 avril 1957 | Govan 44e, 53e  |       | Lorenzi 88e | Arbitrage : Juan Gardeazábal Garay | Arbitrage : Juan Gardeazábal Garay |

### Groupe 3
| Rang | Équipe             | Pts | J | G | N | P | Bp | Bc | Diff |  | Résultats (▼ dom., ► ext.) |     |     |  |
| ---- | ------------------ | --- | - | - | - | - | -- | -- | ---- |  | -------------------------- | --- | --- |  |
| 1    | FC Lausanne-Sport  | 2   | 2 | 1 | 0 | 1 | 10 | 9  | +1   |  | FC Lausanne-Sport          |     | 7-3 |  |
| 2    | Leipzig XI         | 2   | 2 | 1 | 0 | 1 | 9  | 10 | -1   |  | Leipzig XI                 | 6-3 |     |  |
| 3    | Cologne XI forfait |     |   |   |   |   |    |    |      |  | Cologne XI forfait         |     |     |  |

| 1re journée | Leipzig XI                                                        | 6 – 3 | FC Lausanne-Sport                     | Leipzig                   |                           |
| 6 mars 1956 | Walter 5e · Konzack 9e, 82e · Krause 23e, 36e · Fettke 69e (pen.) |       | Maillard 11e · Rey 31e · Eschmann 43e | Arbitrage : Bengt Lundell | Arbitrage : Bengt Lundell |

| 2e journée      | FC Lausanne-Sport                                                    | 7 – 3 | Leipzig XI                              | Lausanne                       |                                |
| 21 octobre 1956 | Tedeschi 28e · Eschmann 37e, 43e, 55e · Moser 38e · Stefano 60e, 62e |       | Walter 13e · Konzack 58e · Frohlich 70e | Arbitrage : Francesco Liverani | Arbitrage : Francesco Liverani |

### Groupe 4
| Rang | Équipe       | Pts | J | G | N | P | Bp | Bc | Diff |  | Résultats (▼ dom., ► ext.) |     |     |     |
| ---- | ------------ | --- | - | - | - | - | -- | -- | ---- |  | -------------------------- | --- | --- | --- |
| 1    | Londres XI   | 6   | 4 | 3 | 0 | 1 | 9  | 3  | +6   |  | Londres XI                 |     | 3-2 | 1-0 |
| 2    | Francfort XI | 4   | 4 | 2 | 0 | 2 | 10 | 10 | 0    |  | Francfort XI               | 1-0 |     | 5-1 |
| 3    | Bâle XI      | 2   | 4 | 1 | 0 | 3 | 7  | 13 | -6   |  | Bâle XI                    | 0-5 | 6-2 |     |

| 1re journée | Bâle XI | 0 – 5 | Londres XI                              | Bâle                     |                          |
| 4 juin 1955 |         |       | Firmani 35e, 81e · Holton 37e, 43e, 74e | Arbitrage : Alois Pennig | Arbitrage : Alois Pennig |

| 2e journée      | Londres XI                    | 3 – 2 | Francfort XI                    | Londres                      |                              |
| 26 octobre 1955 | Jezzard 46e, 86e · Robson 60e |       | Pfaff 25e (pen.) · Kaufhold 30e | Arbitrage : Fritz Buchmüller | Arbitrage : Fritz Buchmüller |

| 3e journée | Londres XI | 1 – 0 | Bâle XI | Londres                        |                                |
| 4 mai 1956 | Robb 87e   |       |         | Arbitrage : Vincenzo Orlandini | Arbitrage : Vincenzo Orlandini |

| 4e journée   | Francfort XI                                      | 5 – 1 | Bâle XI         | Francfort-sur-le-Main    |                          |
| 20 juin 1956 | Buchenau 19e, 80e · Pfaff 31e, 73e · Herrmann 52e |       | Hügi 35e (pen.) | Arbitrage : Arthur Ellis | Arbitrage : Arthur Ellis |

| 5e journée   | Francfort XI      | 1 – 0 | Londres XI | Francfort-sur-le-Main        |                              |
| 27 mars 1957 | Preisendorfer 72e |       |            | Arbitrage : Gottfried Dienst | Arbitrage : Gottfried Dienst |

| 6e journée   | Bâle XI                                                     | 6 – 2 | Francfort XI          | Bâle                      |                           |
| 12 juin 1957 | Allemann 3e, 47e, 66e · Sanmann 33e · Hügi 64e · Burger 88e |       | Kraus 32e · Mayer 65e | Arbitrage : Pierre Mourat | Arbitrage : Pierre Mourat |

## Demi-finales
| Équipe 1          | Résultat | Équipe 2     | Aller | Retour | Appui |
| ----------------- | -------- | ------------ | ----- | ------ | ----- |
| FC Lausanne-Sport | 2 - 3    | Londres XI   | 2 - 1 | 0 - 2  |       |
| Birmingham City   | 4 - 4    | Barcelone XI | 4 - 3 | 0 - 1  | 1 - 2 |

| Demi-finale aller | FC Lausanne-Sport | 2 – 1 | Londres XI  | Stade olympique de la Pontaise, Lausanne |                               |
| 23 octobre 1957   | Vonlanden 6e, 74e |       | Haverty 70e | Arbitrage : Jacques Devillers            | Arbitrage : Jacques Devillers |

| Demi-finale retour | Londres XI               | 2 – 0 | FC Lausanne-Sport | Stamford Bridge, Londres |                          |
| 13 novembre 1957   | Greaves 10e · Holton 76e |       |                   | Arbitrage : Albert Dusch | Arbitrage : Albert Dusch |

| Demi-finale aller | Birmingham City                         | 4 – 3 | Barcelone XI                             | St Andrew's, Birmingham |                         |
| 23 octobre 1957   | Brown 2e · Orritt 33e · Murphy 35e, 60e |       | Tejada 12e · Evaristo 27e · Martínez 40e | Arbitrage : Josef Gulde | Arbitrage : Josef Gulde |

| Demi-finale retour | Barcelone XI | 1 – 0 | Birmingham City | Camp Nou, Barcelone              |                                  |
| 13 novembre 1957   | Kubala 82e   |       |                 | Arbitrage : Manuel Asensi Martin | Arbitrage : Manuel Asensi Martin |

| Match d'appui    | Barcelone XI              | 2 – 1 | Birmingham City | Stade Saint-Jacques, Bâle    |                              |
| 26 novembre 1957 | Evaristo 33e · Kubala 83e |       | Murphy 48e      | Arbitrage : Gottfried Dienst | Arbitrage : Gottfried Dienst |

## Finale
| Équipe 1   | Résultat | Équipe 2     | Aller | Retour |
| ---------- | -------- | ------------ | ----- | ------ |
| Londres XI | 2 - 8    | Barcelone XI | 2 - 2 | 0 - 6  |

| Finale aller | Londres XI                       | 2 – 2 | Barcelone XI             | Stamford Bridge, Londres                      |                                               |
| 5 mars 1958  | Greaves 10e · Langley 88e (pen.) |       | Martínez 7e · Tejada 35e | Spectateurs : 45 466 Arbitrage : Albert Dusch | Spectateurs : 45 466 Arbitrage : Albert Dusch |

| Finale retour | Barcelone XI                                                  | 6 – 0 | Londres XI | Camp Nou, Barcelone                           |                                               |
| 1er mai 1958  | Suárez 6e, 8e · Martínez 42e · Evaristo 52e, 75e · Vergés 63e |       |            | Spectateurs : 70 000 Arbitrage : Albert Dusch | Spectateurs : 70 000 Arbitrage : Albert Dusch |

## Meilleurs buteurs
4 buts :
- Evaristo - Barcelone XI
- Cliff Holton - Londres XI
- Justo Tejada - Barcelone XI
- Peter Murphy - Birmingham City FC
- Norbert Eschmann - FC Lausanne-Sport